# Ophiophobie
L’ophiophobie (ou ophidiophobie) est une phobie spécifique qui consiste en la peur excessive des serpents. On parle aussi d'herpétophobie dans le cas de peur plus générale concernant l'ensemble des reptiles. Le terme vient du grec ancien ὄφις (ophis) signifiant « serpent » et de φοβία (phobia) pour « peur ».

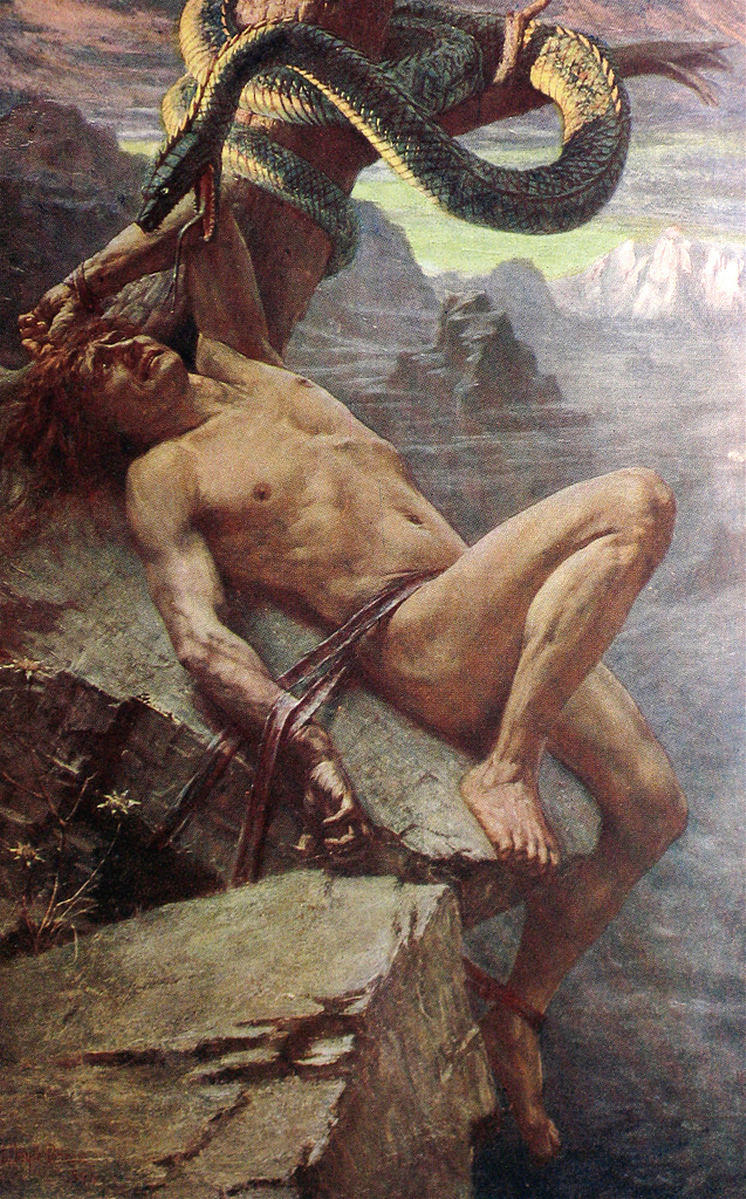
Le Châtiment de Loki, par James Doyle Penrose.

Près d'un tiers des humains sont ophidiophobiques, ce qui fait de cette phobie la plus courante répertoriée. Les mammifères modernes et les serpents suffisamment grands pour les manger ont évolué en même temps il y a 100 millions d'années. Selon l'anthropologue de l'université de Californie Lynne A. Isbell, les serpents venimeux, apparus il y a environ 60 millions d'années vivaient alors dans les arbres et les prairies avec des primates qui ont développé la peur de ces chasseurs à l'affût pour se prémunir contre le danger de se faire mordre.
Des études récentes confortent cette hypothèse selon laquelle les humains ont une réaction innée aux serpents, ce qui était vital pour leur survie car elle a permis de développer leur acuité visuelle pour identifier très rapidement les serpents (des observations expérimentales montrant que le temps de détection des serpents est plus rapide que pour les autres objets). D'autres primates ont cette même acuité. Il existe même dans les noyaux du pulvinar (en) du thalamus des macaques des neurones qui réagissent spécifiquement à la vue des serpents.

## Ophiophobes célèbres
- Charlie Chaplin
- Adrian Monk
- Indiana Jones